# Battlefield Vietnam
Battlefield Vietnam er et spil i Battlefield-serien. Spillets grundsystem er det samme som i Battlefield 1942, hvor miljøerne her er skiftet ud fra at være 2. verdenskrig til Vietnamkrigen i jungler mv.
Der kræves ikke andre tidligere spil for at installere dette.